# Tempe, Arizona
Tempe je grad u saveznoj državi Arizoni, SAD u okrugu Maricopa. Prema popisu stanovništva iz 2006. godine, Tempe ima 169 712 stanovnika.

### Zemljopisni položaj
Tempe je smješten istočno od Phoenixa, južno od Scottsdalea, sjeverno od Chandlera, te zapadno od Mese.

### Povijest
Američki indijanci Hohokam bili su prvobitni stanovnici na području današnjeg Tempe-ja. Tu su gradili svoje kanale putem kojih su dovodili vodu do svojih poljoprivrednih nasada. Prve nastambe napuštaju krajem 1400. godine. 

### Obrazovanje
U Tempe-ju je smješteno sveučilište Arizona State University.

### Gradovi prijatelji
Tempe ima ugovore o prijateljstvu i partnerstvu sa sljedećim gradovima:
- Beaulieu-sur-Mer, Francuska
- Carlow, Carlow, Irska
- Lower Hutt, Novi Zeland
- Regensburg, Njemačka
- Skopje, Makedonija
- Zhenjiang, Kina
- Timbuktu, Mali

## Vanjske poveznice
- Official City Website
- Official Tempe Sister Cities Website  Arhivirana inačica izvorne stranice od 23. travnja 2015. (Wayback Machine)